# Maciej Jankowski (ur. 1945)
Maciej Władysław Jankowski (ur. 17 listopada 1945 w Krążkowie) – polski działacz związkowy i samorządowiec, poseł na Sejm III kadencji, od 2019 do 2020 pełniący funkcję prezydenta Nowej Soli.

## Życiorys
Uzyskał wykształcenie średnie pomaturalne, ukończył liceum ogólnokształcące we Wschowie, następnie w 1965 Państwową Szkołę Techniczną w Gorzowie Wielkopolskim. Do 1990 pracował w Rejonowym Przedsiębiorstwie Melioracyjnym w Kożuchowie. Od 1970 do 1975 należał do Stronnictwa Demokratycznego. We wrześniu 1980 został działaczem „Solidarności”. Po 13 grudnia 1981 zajmował się kolportażem prasy podziemnej i organizacją pomocy dla osób represjonowanych i ich rodzin. W latach 1990–1992 pełnił funkcję burmistrza Kożuchowa.
Od 1992 zajmował stanowisko przewodniczącego zarządu regionu związku. Kierował nim nieprzerwanie do 2018, kiedy to przeszedł na emeryturę. Od 2002 pełnił funkcje wiceprzewodniczącego Komisji Krajowej NSZZ „Solidarność”.
Był posłem na Sejm III kadencji z ramienia Akcji Wyborczej Solidarność z okręgu zielonogórskiego i do 2001 jednym z liderów Ruchu Społecznego AWS w województwie lubuskim. W 2001 nie uzyskał mandatu posła.
W październiku 2019, w związku z wygaśnięciem mandatu prezydenta Nowej Soli Wadima Tyszkiewicza, który został wybrany na senatora X kadencji, prezes Rady Ministrów Mateusz Morawiecki powołał Macieja Jankowskiego na stanowisko pełniącego funkcję prezydenta Nowej Soli. Zakończył urzędowanie w styczniu 2020.
Wszedł w skład komitetu wspierającego kandydaturę Karola Nawrockiego na prezydenta RP w wyborach w 2025.

## Odznaczenia
Odznaczony Krzyżem Kawalerskim (2016) i Oficerskim (2022) Orderu Odrodzenia Polski.